# Beato de Silos
El Beato de Silos también conocido como Apocalipsis de Silos es un manuscrito iluminado que contiene en particular un Comentario al Apocalipsis del Beato de Liébana, escrito y decorado en el scriptorium del monasterio de Silos (Burgos) y terminado de escribir en 1091 y de iluminar en 1109. Actualmente se conserva en la Biblioteca Británica como Add.11695.

## Contexto histórico
El colofón del texto es relativamente preciso sobre las circunstancias de la realización del códice: indica que su redacción se completó el 18 de abril de 1091 bajo el abadiado de Fortunio en la Abadía de Silos, por los monjes Domingo y Munio, posteriormente continuado bajo los abadiados de Nuño y Juan con la iluminación del texto, completada el 1 de julio de 1109 por el monje Pedro.
Posteriormente, en el siglo XVII, el manuscrito fue propiedad primero del cardenal Antonio de Aragón (1618-1650) y luego de su hermano el cardenal Pascual de Aragón (1626-1677) canónigo en Toledo y regente de Cataluña. Probablemente lo legó, junto con otros libros de su biblioteca, al antiguo Colegio Mayor de San Bartolomé de Salamanca en 1677. Todavía se menciona en el catálogo de la biblioteca del colegio en 1770. Tras la disolución de los colegios de Salamanca, el manuscrito se integra en las colecciones reales y se menciona así hacia 1799-1801. Expoliado durante la Guerra de la Independencia, encontramos rastros de él en las colecciones de José Bonaparte, rey de España entre 1808 y 1813, que acabó en el Museo Británico en 1840.

## Descripción
El manuscrito contiene 4 partes bien diferenciadas:
- 4 hojas de un antiguo antifonario mozárabe, al que se le añadieron miniaturas durante la realización del nuevo manuscrito.
- El Comentario al Apocalipsis de Beato de Liébana propiamente dicho (f.5v-217v)
- Extractos de las Etimologías de Isidoro de Sevilla (f.218r-219v)
- Comentario de san Jerónimo al libro de Daniel (f.220r-266r)
- Otros textos diversos atribuidos a san Jerónimo, san Agustín y san Gregorio (f.268r-279v)

Contiene el libro un total de 106 miniaturas elaboradas entre 1091-1109 siendo «la muestra más evidente de la fuerte influencia mozárabe» del que el manuscrito de Silos es uno de los últimos ejemplos. Las representaciones abstractas y muy coloridas tienden a aplastar los elementos humanos.

Beato de Silos
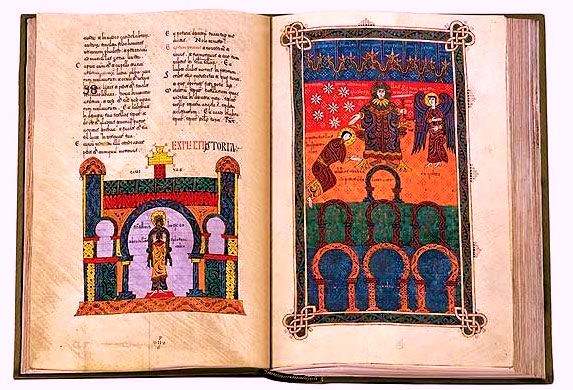
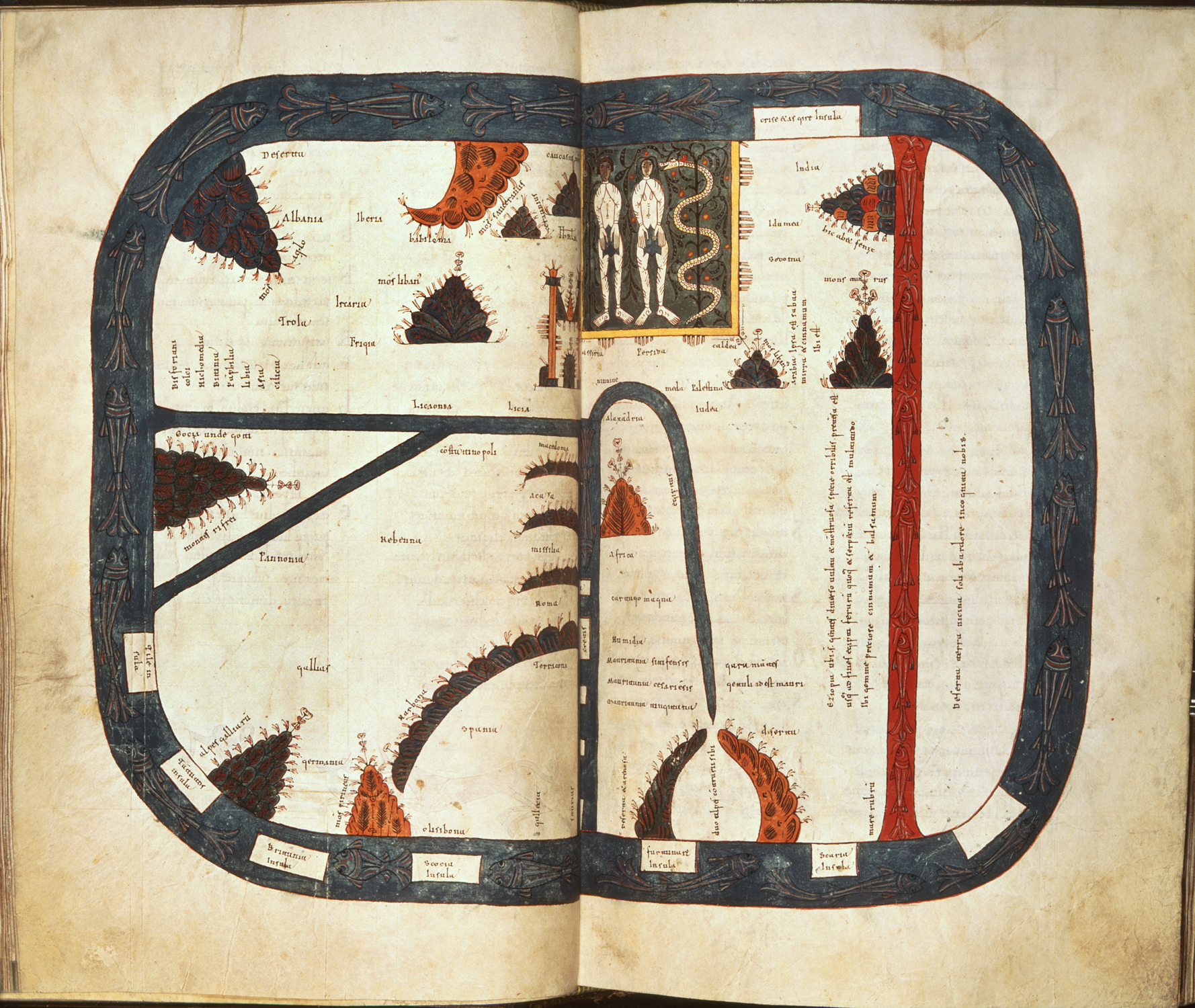
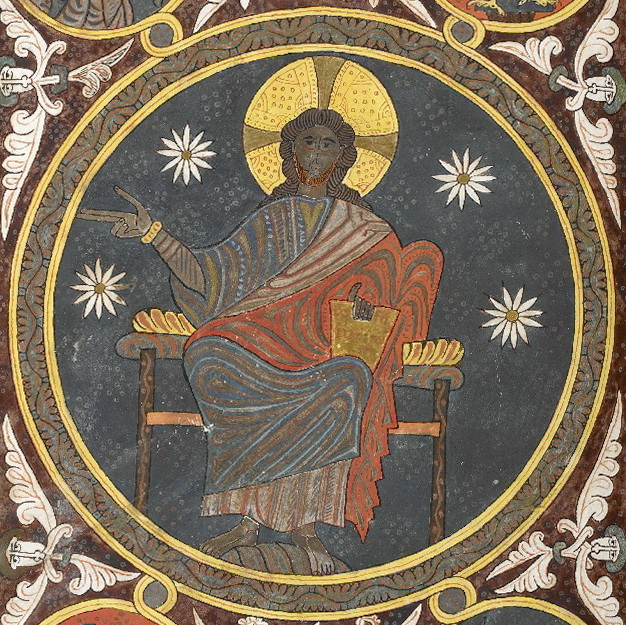
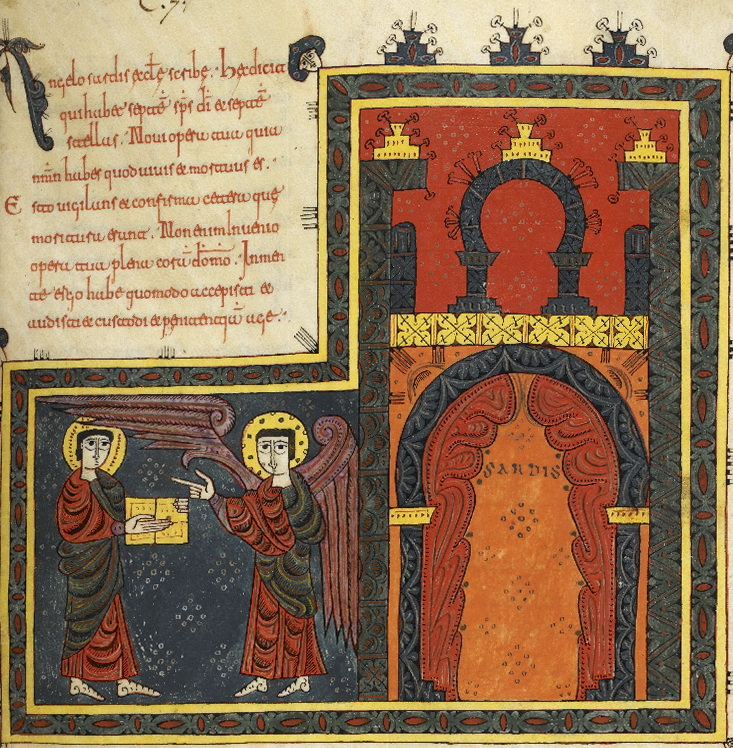
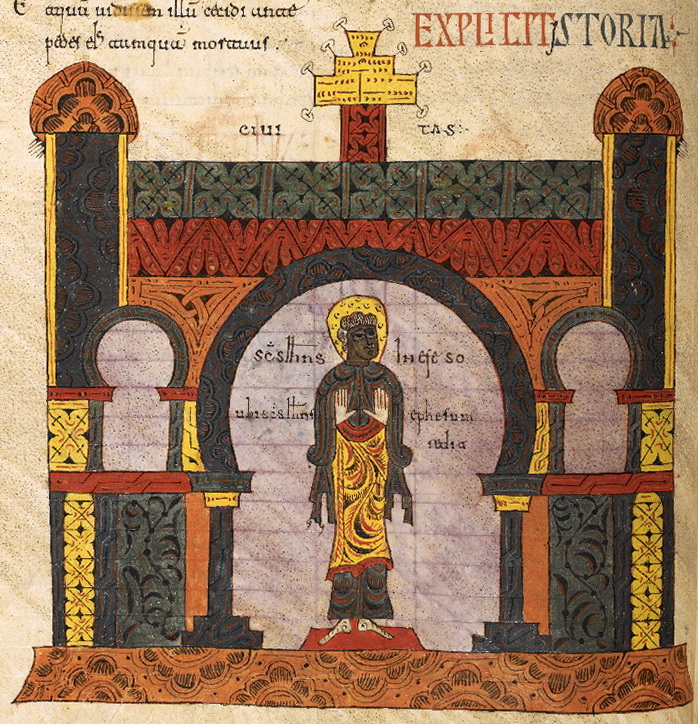
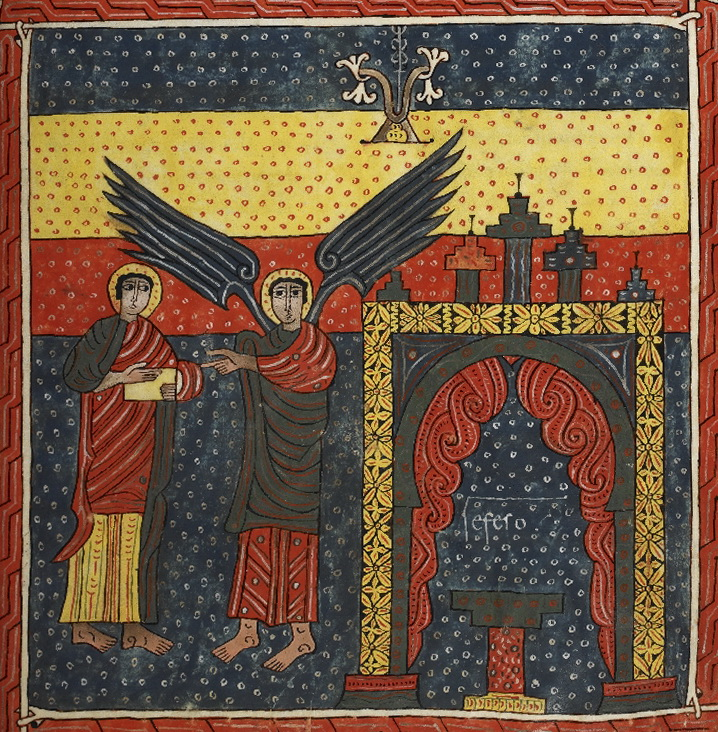
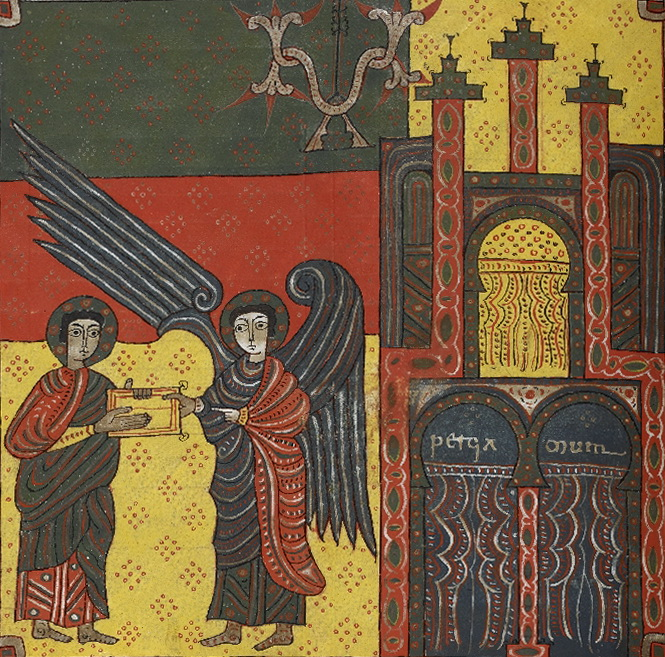
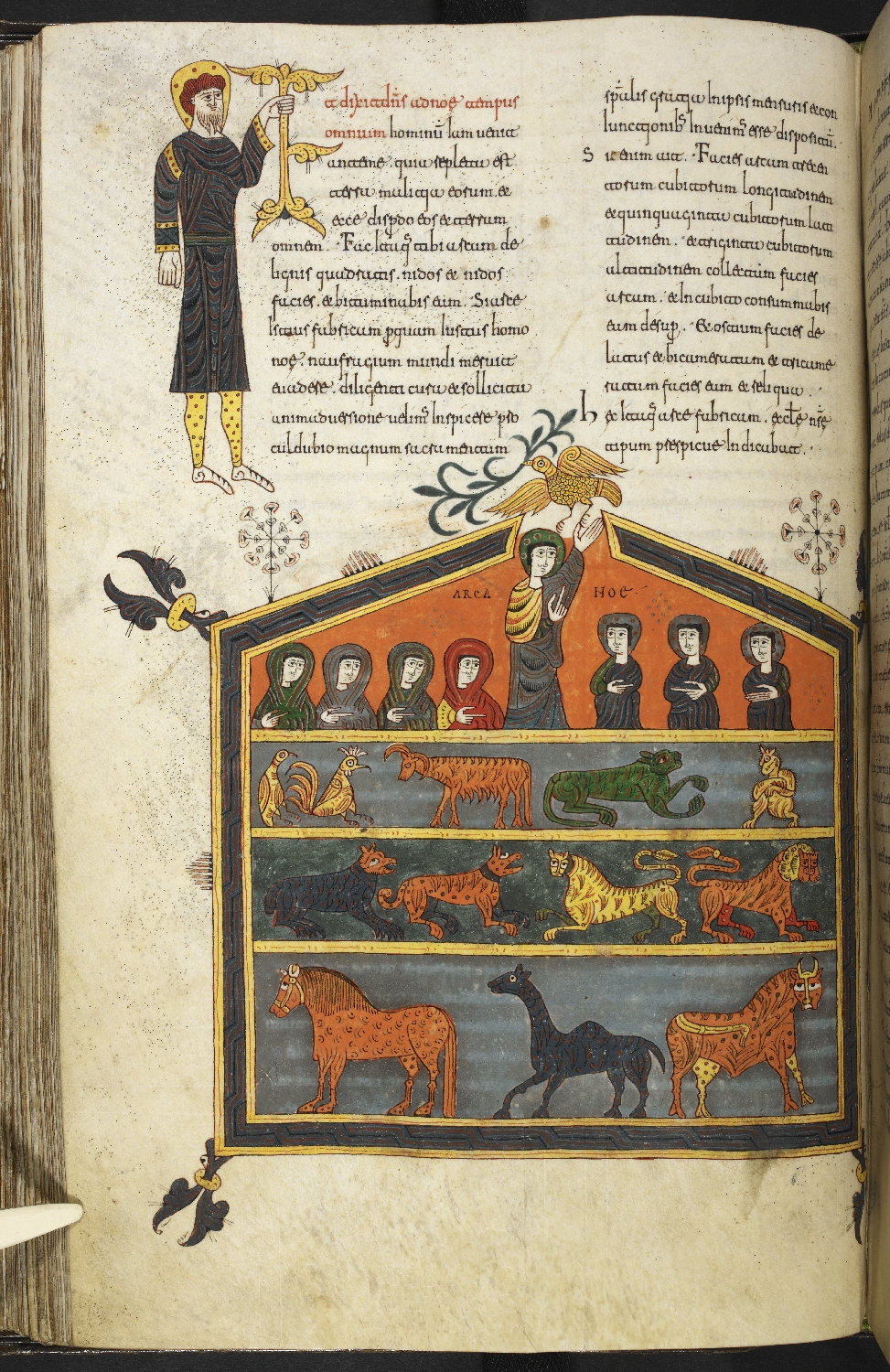
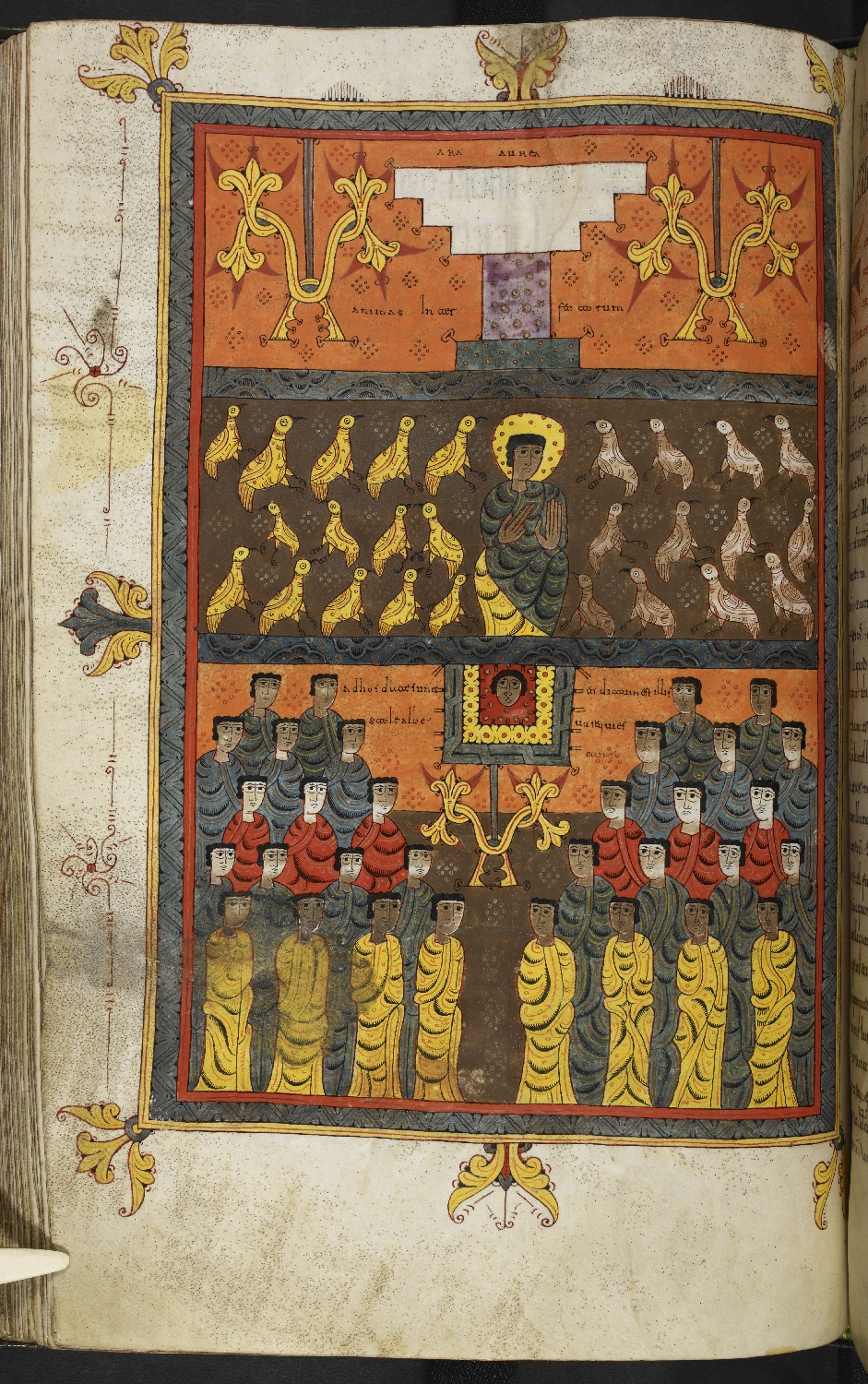